# Дерне (Нідерланди)
Дерне (нід. Deurne) — село і муніципалітет на півдні Нідерландів, у провінції Північний Брабант. Крім однойменного села до муніципалітету Дерне відноситься ще декілька населених пунктів, зокрема Влірден. 

## Топографія
Топографічна мапа муніципалітету Дерне, червень 2015.

## Галерея

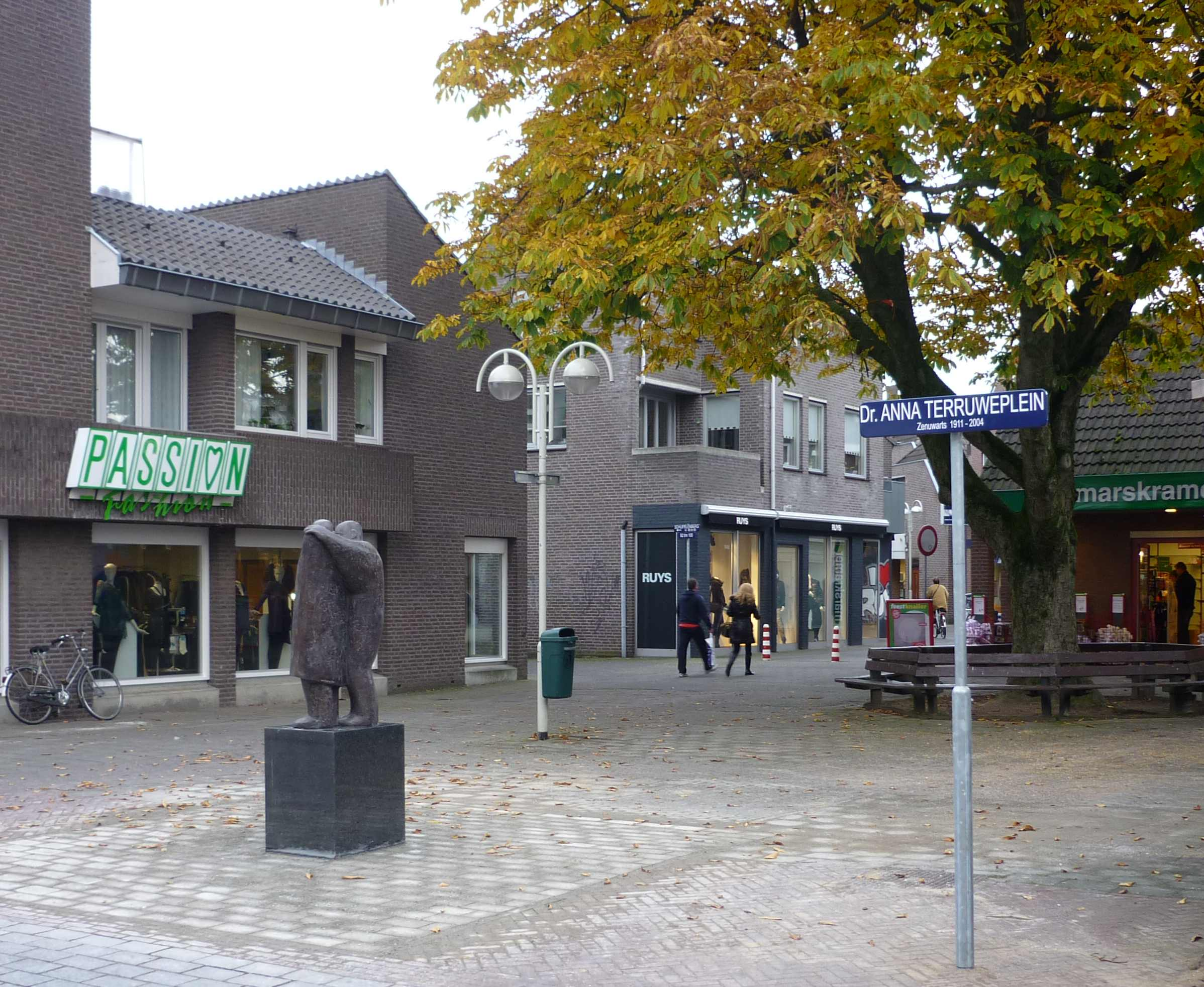
Сільська площа
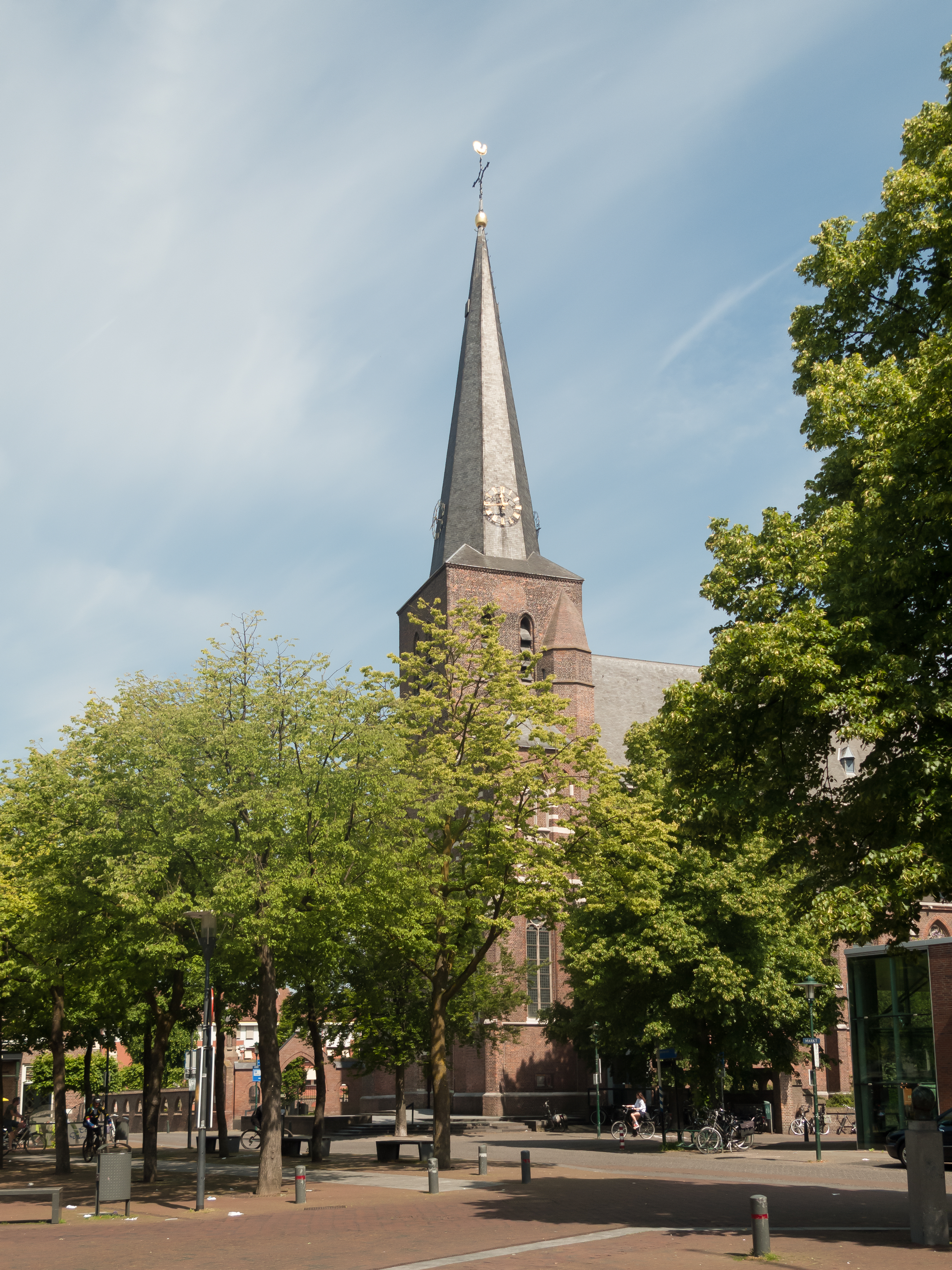
Церква у Дерне
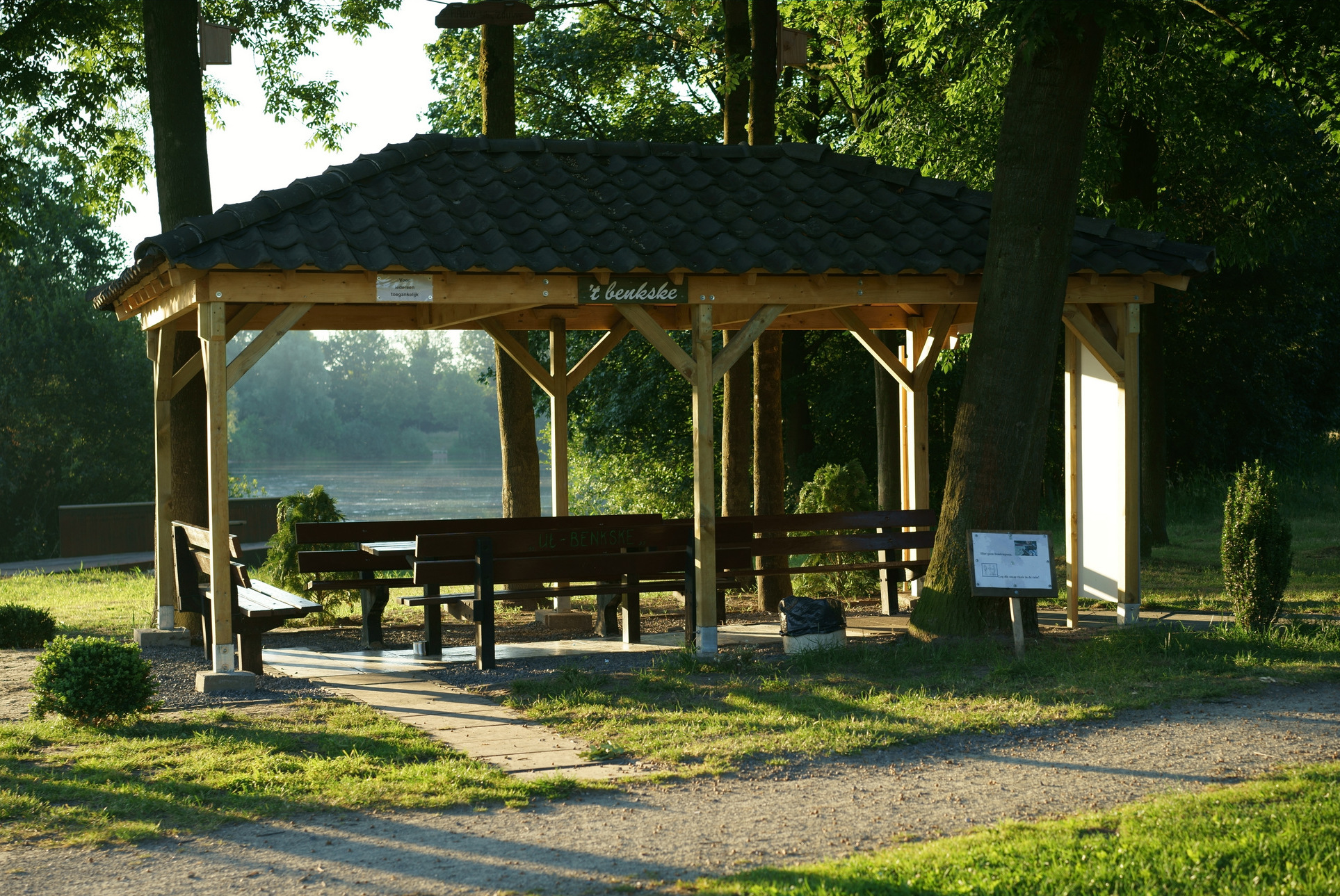
Місце для відпочинку
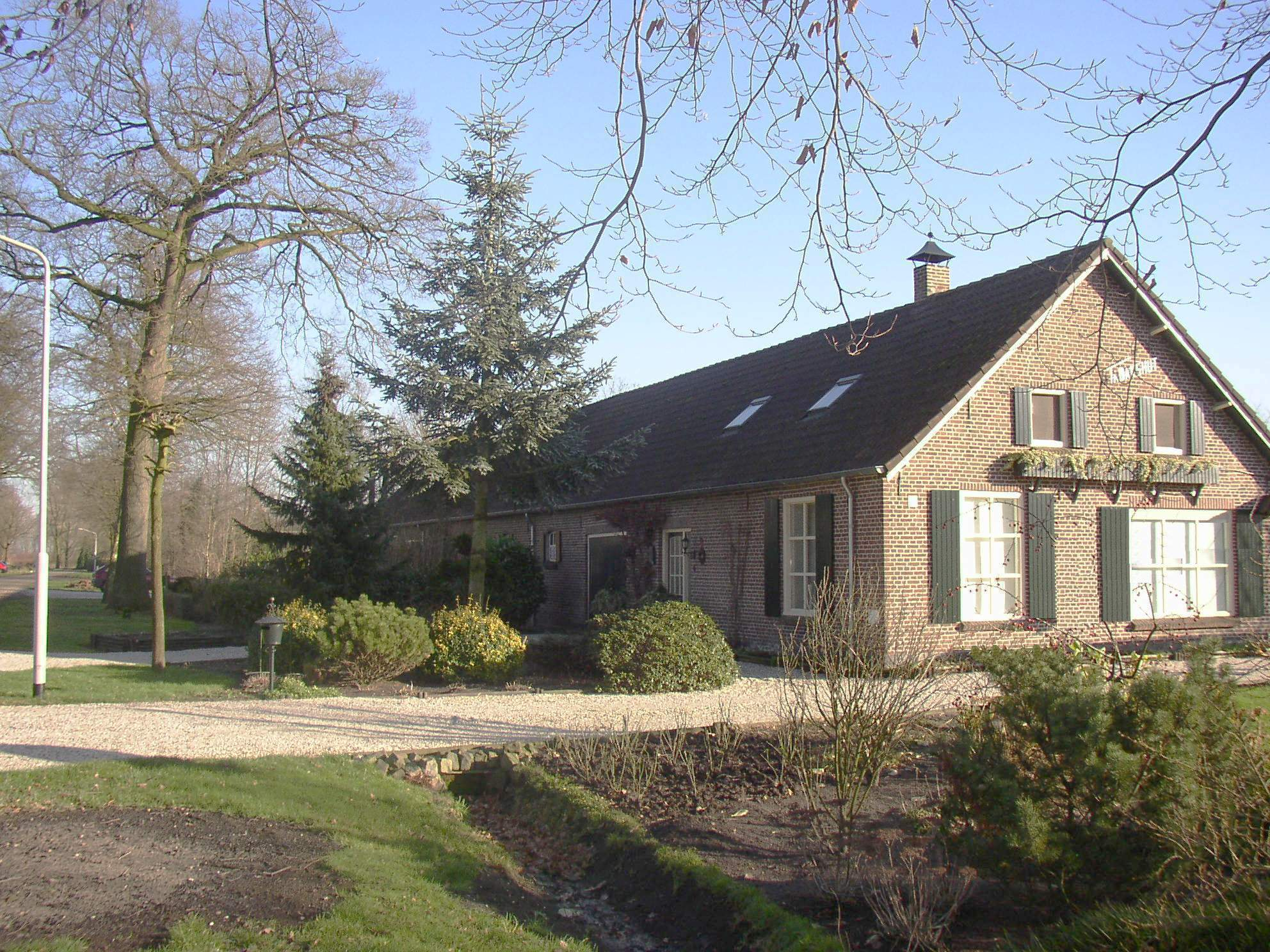
Сільский будинок